# Apollo 13 (film)
Apollo 13 je americký dramatický film, který v roce 1995 natočil režisér Ron Howard.

## Děj
Příběh začíná 20. července 1969, kdy astronaut Jim Lovell pořádá večírek, na kterém hosté sledují v televizi historický první krok Neila Armstronga na Měsíci během mise Apollo 11. Lovell, který již dříve obletěl Měsíc s misí Apollo 8, slibuje své ženě Marilyn, že se na Měsíc vrátí a tentokrát na něm přistane.
O tři měsíce později, během VIP prohlídky montážní haly NASA, informuje Lovella jeho nadřízený Deke Slayton, že jeho posádka poletí místo mise Apollo 14 již s Apollo 13. Důvodem je nemoc původně plánovaného velitele Alana Sheparda. Lovell začíná trénovat se svou posádkou – Kenem Mattinglym a Fredem Haisem. Pouhé čtyři dny před startem je však Mattingly vystaven spalničkám a letový lékař trvá na jeho nahrazení záložním pilotem Jackem Swigertem. Lovell nechce narušit sehranost týmu, ale pod hrozbou odložení mise na pozdější termín ustoupí.
Start se uskuteční 11. dubna 1970 ve 13:13 z Kennedyho vesmírného střediska na Floridě. Během vzletu dojde k prvnímu problému, když předčasně vysadí jeden z motorů druhého stupně rakety Saturn V. Problém je vyřešen prodloužením doby běhu zbývajících motorů a mise pokračuje podle plánu. Po dosažení oběžné dráhy provede Swigert manévr k připojení velitelského modulu Odyssey k lunárnímu modulu Aquarius.
Třetí den mise, 13. dubna 1970 ve 21:07, na pokyn řídícího střediska zapne Swigert míchací ventilátory v kyslíkových nádržích. Elektrický zkrat způsobí explozi jedné nádrže a poškození druhé. Loď se začne nekontrolovatelně točit a ztrácet kyslík. Vedoucí letový ředitel Gene Kranz v houstonském středisku řízení mise rozhodne o zrušení přistání na Měsíci – nyní jde pouze o to dostat posádku živou zpět na Zemi.
Astronauti musí přejít do lunárního modulu Aquarius, který použijí jako záchranný člun, zatímco velitelský modul Odyssey je vypnut, aby se šetřila energie pro návrat. V minimálně vytápěném Aquariusu čelí posádka extrémnímu chladu, Haise navíc onemocní infekcí močových cest. Když dojdou filtry na oxid uhličitý, technici na Zemi improvizují způsob, jak přizpůsobit filtry z velitelského modulu pro použití v lunárním modulu.
Vzhledem k vypnutým navigačním systémům musí posádka provést kritickou korekci kurzu manuálně. Ken Mattingly, který mezitím neonemocněl spalničkami, pomáhá v simulátoru vyvinout proceduru pro bezpečné nastartování systémů Odyssey před návratem do atmosféry. Po oddělení servisního modulu posádka zjišťuje rozsah poškození, což vyvolává obavy o stav tepelného štítu.
Během návratu do atmosféry trvá období rádiového ticha způsobené ionizací déle než obvykle, ale nakonec se posádka ozve a bezpečně přistane v Tichém oceánu, kde je vyzvednuta lodí USS Iwo Jima.
V závěrečném monologu Lovell popisuje další osudy účastníků mise: Ken Mattingly letěl později na Měsíc s Apollo 16 a velel misi raketoplánu STS-4, Fred Haise byl určen pro zrušenou misi Apollo 18, Jack Swigert opustil NASA, byl zvolen do Kongresu, ale zemřel na rakovinu před nástupem do úřadu. Gene Kranz odešel do důchodu a sám Lovell už nikdy do vesmíru neletěl. Při pohledu na Měsíc si klade otázku, kdy a kdo se tam znovu vydá.

## Děj filmu vs skutečná událost
Faktů skutečného letu Apolla 13 se film přidržuje poměrně věrně. Zřejmě v zájmu dramatizace byly připuštěny některé odchylky od skutečnosti. Zejména nejsou přesně dodrženy časové proporce průběhu havárie. Zatímco ve skutečnosti od zapnutí promíchávání do výbuchu uplynula minuta a půl, ve filmu nanejvýš 20 s. Lovell ohlásil pozorování úniku z okna až po patnácti minutách od události, ve filmu podstatně dříve. Protože film není dokumentem, autoři museli volit patřičný spád děje pro diváky. Podstatnou odchylkou od skutečnosti je také to, že postavy mluví vzrušeným hlasem, aby divákovi zprostředkovaly napětí. Toho se však ve skutečnosti profesionálové v kosmické lodi ani v řídícím středisku nedopustili.

## Obsazení
| Tom Hanks             | Jim Lovell        |
| Bill Paxton           | Fred Haise        |
| Kevin Bacon           | Jack Swigert      |
| Gary Sinise           | Ken Mattingly     |
| Ed Harris             | Gene Kranz        |
| Kathleen Quinlan      | Marilyn Lovellová |
| Mary Kate Schellhardt | Barbara           |
| Emily Ann Lloyd       | Susan             |
| Miko Hughes           | Jeffrey           |
| Max Elliot Slade      | Jay               |
| Jean Speegle Howard   | Blanch            |
| Tracy Reiner          | Mary Haiseová     |
| David Andrews         | Pete Conrad       |
| Joe Spano             | ředitel NASA      |

## Zajímavost
Představitel hlavní role Tom Hanks se později podílel na produkci a jako průvodce a herec ve vedlejší roli na hraném dokumentárním seriálu HBO "From the Earth to the Moon" – "Ze Země na Měsíc", který pokrývá důležité momenty programů Mercury, Gemini a téměř všechny pilotované lety programu Apollo.